# Peperomia trineura
Peperomia trineura är en pepparväxtart som beskrevs av Friedrich Anton Wilhelm Miquel. Peperomia trineura ingår i släktet peperomior, och familjen pepparväxter. Inga underarter finns listade i Catalogue of Life.